# Adam et Ève (Dürer, 1507)
Pour les articles homonymes, voir Adam et Ève.
Ne doit pas être confondu avec la gravure sur cuivre homonyme réalisée par Dürer en 1504.
Adam et Ève est un tableau en deux parties (mais pas un diptyque) d'Albrecht Dürer réalisé en 1507.

## Description
Adam et Ève sont représentés frontalement, grandeur nature ; l'arrière-plan est noir, le sol est brun, empierré. Leurs parties génitales sont recouvertes par des petites branches. À droite, à côté d'Ève, le serpent s'enroule autour d'une branche d'arbre et lui offre le fruit défendu. Une date et un monogramme sont peints sur un panneau à gauche d'Ève, au-dessous de son pubis. Un deuxième monogramme est sculpté dans le sol aux pieds d'Adam. Cette représentation d'Adam et Ève est conforme à l'idéal — selon la théorie des proportions de Dürer.

## Histoire
En 1516 les tableaux appartenaient à un évêque de Breslau. Plus tard ils ont fait partie de la collection de l'empereur Rodolphe II de Habsbourg. Pendant la guerre de Trente Ans, ils ont été confisqués et apportés à Stockholm. En 1654, ils ont été offerts par la reine Christine de Suède au roi Philippe IV d'Espagne. C'est au XIXe siècle que Johann David Passavant les a redécouverts en Espagne comme une œuvre de Dürer. Ces tableaux sont considérés comme les premiers nus en peinture réalisés au nord des Alpes. Plus tard d'autres représentations grandeur nature d'Adam et Ève ont été peintes, en particulier par Lucas Cranach l'Ancien et Hans Baldung.

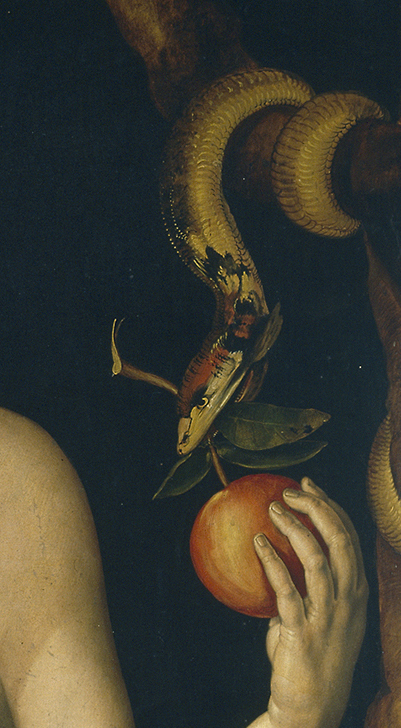
Le serpent offre la pomme à Ève
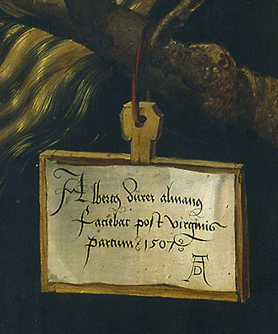
Tableau avec signature et date
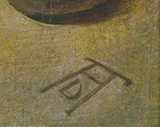
Monogramme aux pieds d'Adam

## Précédent et copie
En 1504, Dürer avait réalisé une gravure sur le même thème, avec toutefois une forêt et un paysage de montagne en arrière-plan ainsi que des animaux comme une souris, des chats, un lièvre, des bœufs, un orignal, un perroquet et des chamois.
Une copie réalisée dans l'atelier de  Dürer est exposée au musée du Land de Mayence (numéros d'inventaire 438 a et b). Ces copies étaient exposées jusqu'en 1801 à la salle du conseil municipal de Nuremberg, puis les commissaires artistiques de l'armée révolutionnaire française les avaient emportés à Paris. Dès  1803, ils ont été offerts à la ville de Mayence dans le contexte de l'arrêté Chaptal du 14 fructidor an IX.

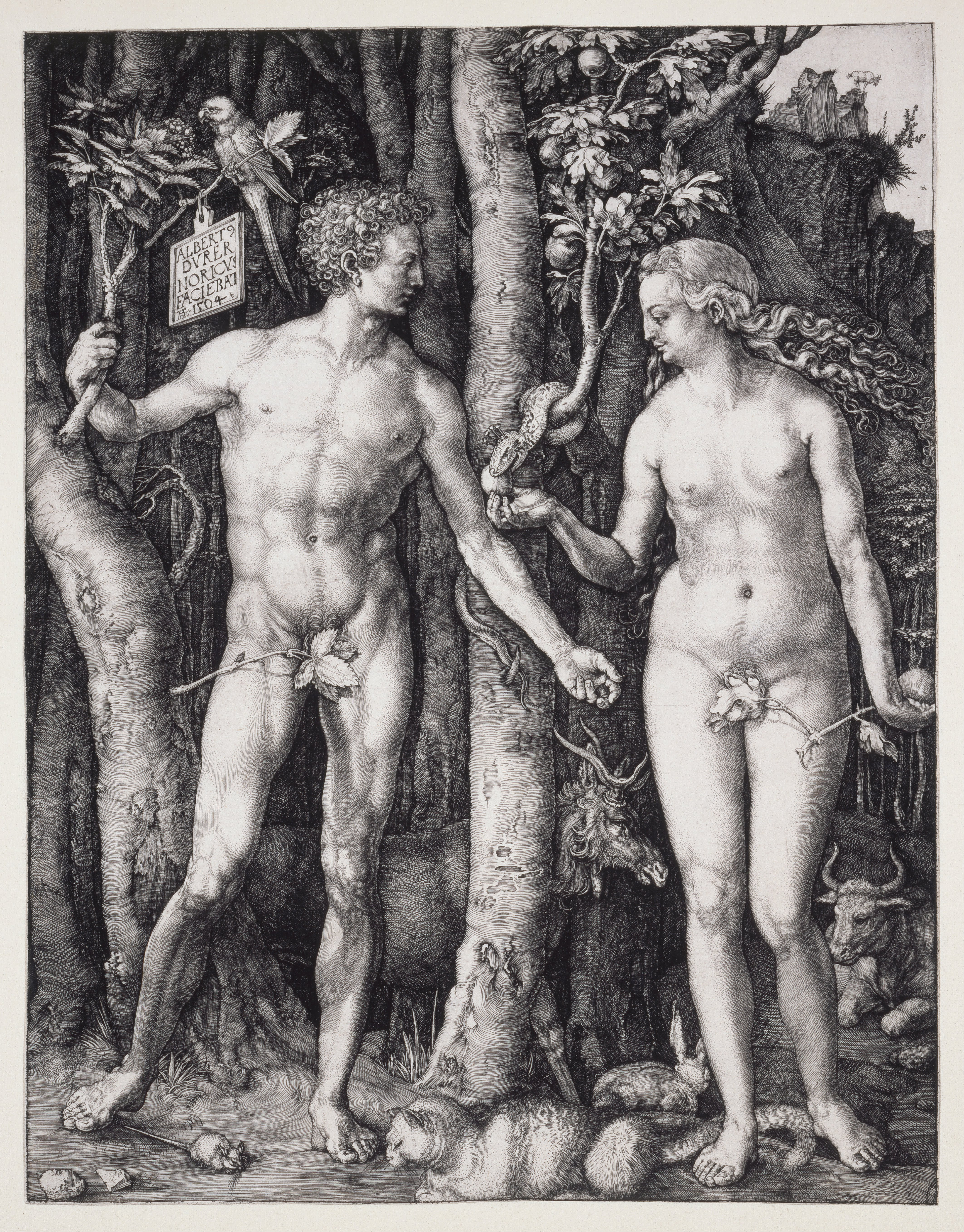
Adam et Ève, gravure de 1504
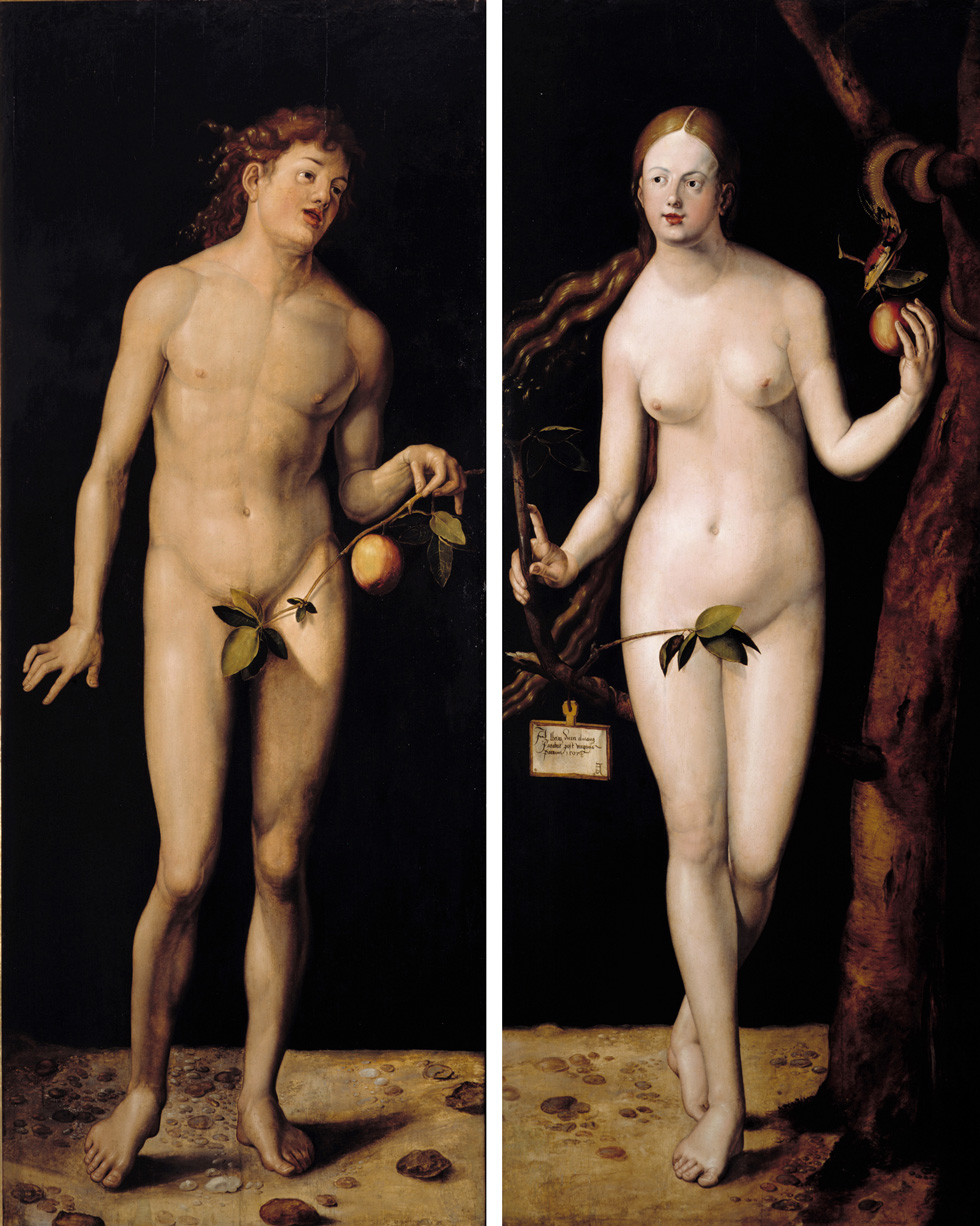
Copie au Musée du Land à Mayence